# Monolith of Inhumanity
Monolith of Inhumanity (с англ. — «Монолит бесчеловечности») — пятый студийный альбом американской дэтграйнд-группы Cattle Decapitation, выпущенный 8 мая 2012 года на лейбле Metal Blade Records. Пластинка была положительно встречена музыкальными критиками, которые хвалили группу за добавление мелодичности в своё звучание.

## Продвижение
На песни «Kingdom of Tyrants», «Forced Gender Reassignment» и «Your Disposal» были сняты музыкальные видео. В июле 2013 года на 7-дюймовой виниловой пластинке был выпущен сингл на «Your Disposal». Би-сайдом на нём выступила песня «An Exposition of Insides», ранее доступная только в японском издании альбома. Музыкальное видео для «Forced Gender Reassignment» было придумано и снято Митчем Мэсси. Музыкальное видео без цензуры, в котором изображены члены Баптистской церкви Вестборо, которых похитили и которым сделали операцию по смене пола, доступна для просмотра на веб-сайте Bloody Disgusting с разрешения группы.

## Восприятие
| Совокупная оценка | Совокупная оценка |
| Источник          | Оценка            |
| ----------------- | ----------------- |
| Metacritic        | 79/100            |
| Оценки критиков   |                   |
| Источник          | Оценка            |
| AllMusic          | [ 6 ]             |
| Exclaim!          | без оценки        |
| Laut.de           | [ 8 ]             |
| Metal Forces      | 8/10              |
| Metal Injection   | без оценки        |
| Metal Hammer      | 5/7               |
| Metal Storm       | 7.7/10            |
| PopMatters        | 7/10              |
| Revolver          | 4/5               |
| Sputnikmusic      | 3.5/5             |

Monolith of Inhumanity получил положительные отзывы от музыкальных критиков. На сайте Metacritic альбом имеет средневзвешенную оценку в 79 баллов из 100 на основе 5 рецензий. Такие издания как Decibel, Exclaim! и Invisible Oranges называли альбом одним из лучших метал-релизов 2012 года, а сайт Loudwire поместил Monolith of Inhumanity на 14 место в своём списке «66 лучших метал-альбомов десятилетия».
Читателями вебсайта Metal Injection Monolith of Inhumanity был выбран лучшим альбомом 2012 года. Согласно рейтингу пользователей сайта Metal Storm альбом также входит в список «Топ-20 альбомов 2012 года».

## Список композиций
Все тексты написаны Трэвисом Райаном, вся музыка написана Cattle Decapitation.
| №                   | Название                                       | Длительность |
| ------------------- | ---------------------------------------------- | ------------ |
| 1.                  | «The Carbon Stampede»                          | 3:39         |
| 2.                  | «Dead Set on Suicide»                          | 3:18         |
| 3.                  | «A Living, Breathing Piece of Defecating Meat» | 2:58         |
| 4.                  | «Forced Gender Reassignment»                   | 3:54         |
| 5.                  | «Gristle Licker»                               | 4:54         |
| 6.                  | «Projectile Ovulation»                         | 3:31         |
| 7.                  | «Lifestalker»                                  | 4:15         |
| 8.                  | «Do Not Resuscitate»                           | 3:18         |
| 9.                  | «Your Disposal»                                | 4:47         |
| 10.                 | «The Monolith»                                 | 3:39         |
| 11.                 | «Kingdom of Tyrants»                           | 4:50         |
| Общая длительность: | Общая длительность:                            | 43:03        |

| №                   | Название                   | Длительность |
| ------------------- | -------------------------- | ------------ |
| 12.                 | «An Exposition of Insides» | 3:36         |
| Общая длительность: | Общая длительность:        | 46:39        |

## Участники записи
Cattle Decapitation
- Трэвис Райан — вокал, клавишные, ударные в песне «The Monolith»
- Джош Элмор — гитара
- Дерек Энгеманн — бас-гитара, дополнительный вокал
- Дэйв МакГроу — ударные

Приглашённые музыканты
- Леонард Лил (Cephalic Carnage) — вокал на «A Living, Breathing Piece of Defecating Meat»
- Майк Маевски (Devourment) — вокал на «Projectile Ovulation»

Производственный персонал
- Дэйв Отеро — продюсирование, сведение, мастеринг
- Шейн Ховард — звукоинженер
- Уэс Бенскотер — обложка

## Чарты
| Чарт                                   | Высшая позиция |
| -------------------------------------- | -------------- |
| США (Billboard Independent Albums)     | 32             |
| США (Billboard Top Hard Rock Albums)   | 18             |
| США (Billboard Top Heatseekers Albums) | 6              |